# Kreisgericht Mažeikiai
Das  Kreisgericht Mažeikiai (lit. Mažeikių rajono apylinkės teismas) ist ein Kreisgericht mit fünf Richtern in Litauen in der nördlichen Stadt der Republik. Das zuständige Territorium ist die Stadt (40.546 Einwohner) und der Rajon Mažeikiai (65.547). Das Gericht der zweiten Instanz ist das Bezirksgericht Šiauliai. 
Adresse: Urvikių Str. 18, Mažeikiai, LT-89213.

## Gerichtspräsidenten
- 1987–1990 Benediktas Stakauskas
- 1991–1992 Edvardas Krūvelis
- 1992–2001 Vidas Peikštenis
- 2001–2003 Kęstutis Stulginskas, kommissarisch
- 2003–2006 Viktoras Žilinskas
- 2006–2016 Violeta Erlickienė[2]